# دنیس لوئیس
دنیس لوئیس (انگلیسی: Denise Lewis؛ زادهٔ ۲۷ اوت ۱۹۷۲) ورزشکار دو و میدانی اهل بریتانیا است.
از فیلم‌ها یا برنامه‌های تلویزیونی که وی در آن نقش داشته‌است می‌توان به بدو چاقالو بدو اشاره کرد.